# Ludwig von Löfftz
Ludwig von Löfftz (Darmstadt, 1845. június 21. – München, 1910. december 3.) német festő.

## Pályafutása
Eleinte kárpitos volt, és csak 23 éves korában kezdte a darmstadti művészeti iskolában a festészetet tanulni. 1870-ben a nürnbergi, 1871-ben a müncheni művészeti akadémiára ment, ahol Wilhelm von Diez tanítványa lett. 1874-ben segédtanító lett a müncheni akadémián, utóbb tanár és mint ilyen Dieznek utóda, egyúttal 1899-ig az akadémia igazgatója. lett. Mint oktató igen nagy hatással volt a fiatalabb német festőnemzedékre. Eleinte főleg Quentin Massyst, utóbb Holbeint, majd Anthony van Dycket tanulmányozta és utánozta. Legjelesebb művei: A séta (1873); Orgonázó bibornok (1876); Fösvénység és szerelem (1879); Pietà (1883), Mária mennybemenetele (a freisingi dómban); Magdolna a halott Krisztust siratja (a müncheni új képtárban); Eurydike (a müncheni új képtárban); Rotterdami Erasmus dolgozószobájában (a stuttgarti királyi múzeumban) stb.